# 2005 у телебаченні
Список 2005 в телебаченні описує події у сфері телебачення, що відбулися 2005 року.

## Події

### Січень
- 1 січня
  - Припинення мовлення уманського регіонального телеканалу «УТС».
  - Початок аналогового мовлення телеканалу «НТН» на 44 ТВК у Донецьку та на 64 ТВК у Сімферополі[1][2].
  - Початок аналогового мовлення «Нового каналу» на 23 ТВК в Умані[3].
  - Ребрендинг дитячого телеканалу «Fox Kids Україна» на «Jetix Україна»[джерело?].
- 18 січня — Початок аналогового мовлення телеканалу «ICTV» на 31 ТВК в Костянтинівці[4].

### Лютий
- 1 лютого
  - Зміна графічного оформлення телеканалів «Інтер» та «Інтер+».
  - Початок мовлення нового білоруського телеканалу «Білорусь ТБ»[5].
- 5 лютого — Початок аналогового мовлення телеканалу «СТБ» на 60 ТВК в Костянтинівці[4].
- 14 лютого — Перехід телеканалу «1+1» до цілодобового формату мовлення.

### Березень
- 1 березня
  - Зміна графічного оформлення телеканалу «ICTV».
  - Початок аналогового мовлення телеканалу «НТН» на 64 ТВК в Івано-Франківську[6].
- 14 березня
  - Зміна програмної концепції та логотипу «5 каналу».
  - Припинення аналогового мовлення регіонального телеканалу «СКЕТ» на 36 ТВК у Краматорську[7].
- 26 березня — Початок мовлення нового релігійного телеканалу «Глас».
- 29 березня — Початок аналогового мовлення телеканалу «НТН» на 64 ТВК в Мелітополі[8].

### Квітень
- 3 квітня — Припинення мовлення та закриття криворізького регіонального телеканалу «КРТ»[9].
- 7 квітня — Початок аналогового мовлення телеканалу «НТН» на 44 ТВК у Тернополі[10].
- Початок власного мовлення державного телеканалу «Культура»[11].
- Початок аналогового мовлення телеканалу «НТН» на 64 ТВК в Одесі[12].

### Травень
- 6 травня — Початок аналогового мовлення телеканалу «НТН» на 64 ТВК в Новограді-Волинському[13].
- 19 травня — Початок аналогового мовлення телеканалу «НТН» на 44 ТВК у Львові[14].
- 26 травня — Початок аналогового мовлення телеканалу «НТН» на 44 ТВК в Чернігові[15].
- 30 травня — Початок мовлення нового спортивного телеканалу «Мегаспорт».
- Початок мовлення нового енергодарського регіонального телеканалу «EnTV».
- Початок мовлення нового одеського регіонального телеканалу «Град».

### Червень
- 1 червня — Початок аналогового мовлення телеканалу «Мегаспорт» на 47 ТВК у Львові[16].
- 2 червня — Початок аналогового мовлення телеканалу «Мегаспорт» на 47 ТВК у Донецьку[17].
- 3 червня — Початок аналогового мовлення харківського регіонального державного телеканалу «ОТБ» на 37 ТВК в Сахновщині[18].
- 20 червня — Ребрендинг телеканалу «КТМ» у «К1»[19].
- Початок мовлення нового хмельницького регіонального «33 каналу»[20].
- Початок аналогового мовлення телеканалу «НТН» на 44 ТВК в Житомирі[21].
- Початок аналогового мовлення телеканалу «НТН» на 64 ТВК в Маріуполі[22].

### Липень
- 27 липня — Початок аналогового мовлення «5 каналу» на 64 ТВК у Кривому Розі[23].
- 29 липня — Початок аналогового мовлення телеканалу «СТБ» на 38 ТВК в Прилуках[24].

### Серпень
- 1 серпня — Ребрендинг телеканалу «IVK» у жіночий канал «К2»[25][26].
- 5 серпня
  - Початок аналогового мовлення «Нового каналу» на 50 ТВК в Бахмачі[27].
  - Початок аналогового мовлення «5 каналу» на 26 ТВК в Ніжині[28].
- 24 серпня — Зміна логотипу і графічного оформлення телеканалу «Перший національний».
- 28 серпня — Початок аналогового мовлення регіонального державного телеканалу «Запоріжжя» на 49 ТВК в Бердянську[29].

### Вересень
- 5 вересня
  - Зміна графічного оформлення телеканалу «1+1».
  - Зміна графічного оформлення музичного телеканалу «M1».
- 18 вересня — Початок мовлення нового регіонального-комунального телеканалу «Умань».
- 19 вересня — Зміна логотипу і графічного оформлення «Нового каналу».
- 22 вересня — Початок аналогового мовлення телеканалу «ТЕТ» на 48 ТВК в Мелітополі[8].
- Зміна графічного оформлення телеканалу «СТБ».
- Зміна графічного оформлення «5 каналу».
- Початок аналогового мовлення регіонального державного телеканалу «Запоріжжя» на 38 ТВК у Куйбишевому[30].

### Жовтень
- 28 жовтня — Початок мовлення нового міжнародного музичного телеканалу «M1 International».
- Початок аналогового мовлення розважального телеканалу «ТЕТ» на 50 ТВК у Славуті[31].
- Початок аналогового мовлення телеканалу «ТЕТ» на 58 ТВК у Запоріжжі[32].
- Початок аналогового мовлення «5 каналу» на 29 ТВК у Кіровограді[33].

### Листопад
- 1 листопада — Зміна графічного оформлення телеканалу «ICTV».
- 14 листопада — Зміна логотипу телеканалу «ICTV».
- 25 листопада
  - Початок аналогового мовлення регіонального телеканалу «Житомир» на 59 ТВК в Андріївці[34].
  - Початок аналогового мовлення «5 каналу» на 61 ТВК в Маріуполі[22].
  - Початок аналогового мовлення регіонального телеканалу «Житомир» на 59 ТВК в Черняхові[35].
- Початок аналогового мовлення «5 каналу» на 42 ТВК в Красноармійську[36].

### Грудень
- 1 грудня
  - Початок мовлення спортивного телеканалу «Спорт 1».
  - Початок аналогового мовлення регіонального державного телеканалу «РТБ» на 59 ТВК в Рівному[37].
  - Початок тестового мовлення інформаційного «24 каналу».
- 13 грудня — Початок аналогового мовлення «5 каналу» на 62 ТВК у Дніпропетровську[38].
- 17 грудня
  - Початок мовлення нового інформаційного телеканалу «NewsOne».
  - Початок аналогового мовлення «Нового каналу» на 40 ТВК в Новограді-Волинському[13].
- 18 грудня — Початок аналогового мовлення регіонального державного телеканалу «ТТБ» на 59 ТВК в Тернополі[10].
- 29 грудня — Початок аналогового мовлення «5 каналу» на 62 ТВК у Донецьку[1].
- 31 грудня
  - Початок мовлення нового красноармійського регіонального телеканалу «Капрі».
  - Початок аналогового мовлення «5 каналу» на 62 ТВК в Луганську[39].
- Початок мовлення нового запорізького інформаційного-комунального телеканалу «МТМ».
- Початок аналогового мовлення «5 каналу» на 62 ТВК у Хмельницькому[20].
- Початок аналогового мовлення «5 каналу» на 60 ТВК в Харкові[40].
- Припинення мовлення та закриття донецького регіонального державного телеканалу «Регіон»[17].

## Без точних дат
- Весна — Початок аналогового мовлення телеканалу «НТН» на 64 ТВК в Черкасах і на 64 ТВК в Ізюмі[41][42].
- Літо — Припинення аналогового мовлення регіонального телеканалу «НТА» на 51 ТВК у Львові[14].
- Осінь
  - Початок аналогового мовлення телеканалу «ТЕТ» на 52 ТВК в Ізюмі[42].
  - Зміна логотипу та графічного оформлення телеканалу «СТБ».
  - Початок аналогового мовлення телеканалу «ТЕТ» на 36 ТВК в Прилуках[24].
- Кінець року — Початок аналогового мовлення «5 каналу» на 54 ТВК в Ізюмі[42].
- Початок мовлення нового первомайського регіонального регіонального телеканалу «Олта»[43].
- Початок мовлення ТРК «Заграва» на супутнику під логотипом «ТВ-1»[44].
- Початок супутникового мовлення телеканалу «RU Music»[джерело?].
- Початок мовлення нового спортивного телеканалу «First Sport Ukraine».
- Засновано медіахолдинг «Inter Media Group»[45].
- Перехід івано-франківського регіонального телеканалу «ОТБ Галичина» до цілодобового формату мовлення.
- Ребрендинг регіонального телеканалу «Одеса-плюс» у «PLUS».
- Початок мовлення нового одеського регіонального медичного телеканалу «Здоров'я».
- Початок мовлення нового одеського регіонального телеканалу «ТА-Одеса».
- Початок аналогового мовлення закарпатського регіонального державного телеканалу «Тиса-1» на 49 ТВК в Ужгороді[46].
- Початок аналогового мовлення телеканалу «M1» на 49 ТВК в Ужгороді, на 59 ТВК в Нікополі, на 22 ТВК в Бердянську і на 57 ТВК в Євпаторії[46][47][29][48].
- Початок аналогового мовлення «Нового каналу» на 21 ТВК у Шепетівці, на 27 ТВК в Артемівську, на 43 ТВК у Вараші, на 36 ТВК у Вознесенську і на 58 ТВК у Жовтих Водах[49][50][51][52][53].
- Початок аналогового мовлення телеканалу «ICTV» на 36 ТВК у Шепетівці[49].
- Початок аналогового мовлення телеканалу «СТБ» на 24 ТВК у Шепетівці, на 43 ТВК в Кам'янці-Подільському, на 51 ТВК в Бердичеві, на 50 ТВК в Джанкої, на 51 ТВК у Євпаторії та на 42 ТВК в Жовтих Водах[49][54][55][56][48][53].
- Початок аналогового мовлення телеканалу «ТЕТ» на 29 ТВК у Шепетівці та на 51 ТВК в Херсоні[49][57].
- Початок аналогового мовлення запорізького телеканалу «ТВ-5» на 59 ТВК в Бердянську, на 24 ТВК у Пологах, на 38 ТВК у Чернігівці і на 43 ТВК в Куйбишевому[29][58][59][30].
- Початок аналогового мовлення регіонального телеканалу «Дніпропетровський Державний» на 28 ТВК в Нікополі та на 49 ТВК у Вільногірську[47][60].
- Початок мовлення нового одеського регіонального телеканалу «Страна советов».
- Початок аналогового мовлення телеканалу «НТН» на 44 ТВК у Вінниці, на 44 ТВК в Харкові, на 44 ТВК в Сумах, на 44 ТВК у Чернівцях, на 64 ТВК у Бердичеві, на 44 ТВК в Бердянську, на 47 ТВК в Богуславі, на 44 ТВК у Вознесенську і на 44 ТВК в Ізмаїлі[61][40][62][63][55][29][64][52][65].
- Початок аналогового мовлення «5 каналу» на 64 ТВК в Сумах, на 24 ТВК в Арцизі, на 22 ТВК і Бердичеві, на 47 ТВК у Бердянську і на 27 ТВК у Великій Михайлівці[62][66][55][29][67].
- Початок аналогового мовлення телеканалу «КРТ» на 32 ТВК в Апостоловому[68].
- Початок аналогового мовлення регіонального державного телеканалу «Миколаїв» на 24 ТВК у Березанці, на 38 ТВК у Братському і на 37 ТВК в Єланці[69][70][48].
- Початок аналогового мовлення регіонального державного телеканалу «Запоріжжя» на 26 ТВК у Веселиновому[71].
- Початок аналогового мовлення регіонального державного телеканалу «Миколаїв» на 23 ТВК у Вознесенську, на 39 ТВК в Доманівці та на 22 ТВК в Казанці[52][72][73].
- Початок мовлення нового дрогобицького регіонального телеканалу «Алсет»[74].
- Початок аналогового мовлення «Нового каналу» на 24 ТВК в Каневі[75].
- Початок аналогового мовлення телеканалу «СТБ» на 26 ТВК у Каховці[76].
- Початок аналогового мовлення телеканалу «M1» на 52 ТВК у Каховці[76].
- Початок аналогового мовлення телеканалу «M1» на 57 ТВК в Керчі[77].
- Початок аналогового мовлення «Нового каналу» на 21 ТВК в Ковелі[78].
- Початок аналогового мовлення телеканалу «M1» на 38 ТВК в Ковелі[78].
- Початок аналогового мовлення телеканалу «СТБ» на 42 ТВК в Конотопі[79].
- Початок аналогового мовлення «Нового каналу» на 31 ТВК в Коростені[80].
- Початок аналогового мовлення телеканалу «НТН» на 64 ТВК в Коростені[80].
- Початок аналогового мовлення «Нового каналу» на 27 ТВК в Корсуні-Шевченківському[81].
- Початок аналогового мовлення донецької регіональної ТРК «Україна» на 64 ТВК в Корюківці[82].
- Початок аналогового мовлення телеканалу «НТН» на 47 ТВК в Корюківці[82].
- Початок аналогового мовлення телеканалу «СТБ» на 59 ТВК у Краматорську[7].
- Початок аналогового мовлення телеканалу «СТБ» на 24 ТВК в Красному Лучі[83].
- Початок аналогового мовлення «Нового каналу» на 48 ТВК в Краснодоні[84].
- Початок аналогового мовлення «Нового каналу» на 25 ТВК в Красноперекопську[85].
- Початок аналогового мовлення регіонального державного телеканалу «Миколаїв» на 31 ТВК в Кривому Озері[86].
- Початок аналогового мовлення телеканалу «СТБ» на 43 ТВК в Кульчіївцях[87].
- Початок аналогового мовлення телеканалу «СТБ» на 47 ТВК в Лисичанську[88].
- Початок аналогового мовлення телеканалу «СТБ» на 23 ТВК в Лозовому[89].
- Початок аналогового мовлення телеканалу «M1» на 25 ТВК в Лубнах[90].
- Початок аналогового мовлення телеканалу «СТБ» на 27 ТВК в Лубнах[90].
- Початок аналогового мовлення «Нового каналу» на 32 ТВК в Миргороді[91].
- Початок аналогового мовлення «Нового каналу» на 35 ТВК в Мукачеві[92].
- Початок аналогового мовлення телеканалу «СТБ» на 49 ТВК в Ніжині[28].
- Початок аналогового мовлення регіонального державного телеканалу «Миколаїв» на 38 ТВК в Новому Бузі[93].
- Початок аналогового мовлення телеканалу «НТН» на 44 ТВК в Олевську[94].
- Початок аналогового мовлення телеканалу «M1» на 36 ТВК в Олександрії[95].
- Початок аналогового мовлення телеканалу «СТБ» на 35 ТВК в Павлограді[96].
- Початок аналогового мовлення телеканалу «СТБ» на 43 ТВК в Первомайську[97].
- Початок аналогового мовлення телеканалу «НТН» на 64 ТВК в Первомайську[97].
- Початок аналогового мовлення телеканалу «М1» на 64 ТВК в Перевальську[98].
- Початок аналогового мовлення регіонального телеканалу «Чорноморської ТРК» на 37 ТВК у Петрівці[99].
- Початок аналогового мовлення «Нового каналу» на 42 ТВК в Южноукраїнську[100].
- Початок аналогового мовлення телеканалу «НТН» на 44 ТВК у Пологах[58].
- Початок аналогового мовлення телеканалу «НТН» на 44 ТВК в Прилуках[24].
- Початок аналогового мовлення регіонального державного телеканалу «ЛОТ» на 47 ТВК в Ровеньках[101].
- Початок аналогового мовлення телеканалу «ICTV» на 59 ТВК в Ровеньках[101].
- Початок аналогового мовлення «Нового каналу» на 64 ТВК в Ровеньках[101].
- Початок аналогового мовлення телеканалу «СТБ» на 26 ТВК в Ромнах[102].
- Початок аналогового мовлення «5 каналу» на 24 ТВК в Сараті[103].
- Припинення аналогового мовлення регіонального телеканалу «Рівне 1» на 41 ТВК в Сарнах[104].
- Початок аналогового мовлення телеканалу «НТН» на 51 ТВК в Сарнах[104].
- Початок аналогового мовлення телеканалу «НТН» на 44 ТВК в Скадовську[105].
- Початок аналогового мовлення регіонального державного телеканалу «Миколаїв» на 37 ТВК в Снігурівці[106].
- Початок аналогового мовлення регіонального телеканалу «Чорноморської ТРК» на 31 ТВК в Совєтському[107].
- Початок аналогового мовлення «Нового каналу» на 48 ТВК в Стаханові[108].
- Початок аналогового мовлення «Нового каналу» на 39 ТВК в Судаку[109].
- Початок аналогового мовлення телеканалу «M1» на 24 ТВК в Судаку[109].
- Початок аналогового мовлення телеканалу «ТЕТ» на 43 ТВК в Токмаку[110].
- Початок аналогового мовлення «Нового каналу» на 31 ТВК в Тростянці[111].
- Початок аналогового мовлення телеканалу «ТЕТ» на 58 ТВК в Тростянці[111].
- Початок аналогового мовлення телеканалу «M1» на 25 ТВК в Умані[3].
- Початок аналогового мовлення телеканалу «СТБ» на 43 ТВК в Умані[3].
- Початок аналогового мовлення телеканалу «M1» на 35 ТВК у Феодосії[112].
- Початок аналогового мовлення телеканалу «СТБ» на 29 ТВК у Феодосії[112].
- Початок аналогового мовлення регіонального телеканалу «Чорноморської ТРК» на 33 ТВК в Чорноморському[113].
- Початок аналогового мовлення регіонального телеканалу «Дніпропетровський Державний» на 57 ТВК у Першотравенську[114].
- Початок аналогового мовлення телеканалу «ТЕТ» на 42 ТВК в Шостці[115].
- Початок аналогового мовлення телеканалу «НТН» на 47 ТВК в Шостці[115].
- Початок аналогового мовлення «5 каналу» на 49 ТВК в Шостці[115].
- Початок аналогового мовлення телеканалу «M1» на 51 ТВК в Ялті[116].